# 努拉喜
努拉喜（撒丁语： 亦或 ），也译作苏努拉西，巴鲁米尼的努拉吉，是位于意大利薩丁島中坎皮达诺省巴鲁米尼市镇的一处“努拉吉”历史遗迹。1997年，“巴鲁米尼的努拉吉”成为意大利撒丁岛唯一一处被列入联合国教科文组织世界文化遗产的古迹。

## 歷史

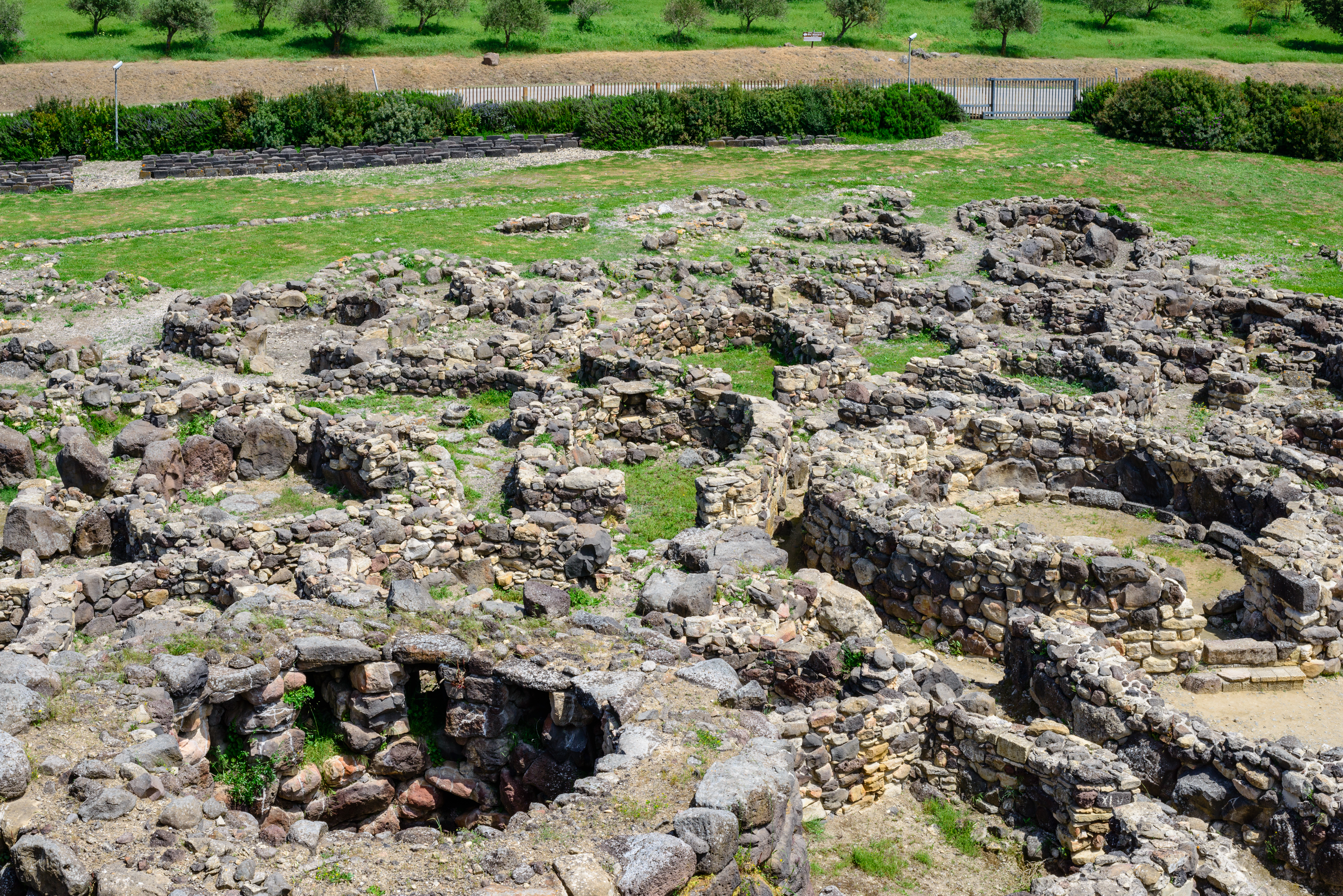
从高处俯视巴鲁米尼的努拉吉

1949年，意大利考古學家Giovanni Lilliu在意大利撒丁岛发现了该处遗迹，之前该努拉吉一直被泥土常年掩盖为一座普通山丘。努拉格最古老的部分由一座中央塔和三個房間組成。這座塔是用玄武岩建造的，建於公元前十七至十三世紀。後來，在青銅時代晚期，中央塔樓周圍建造了四座塔樓。

## 設計

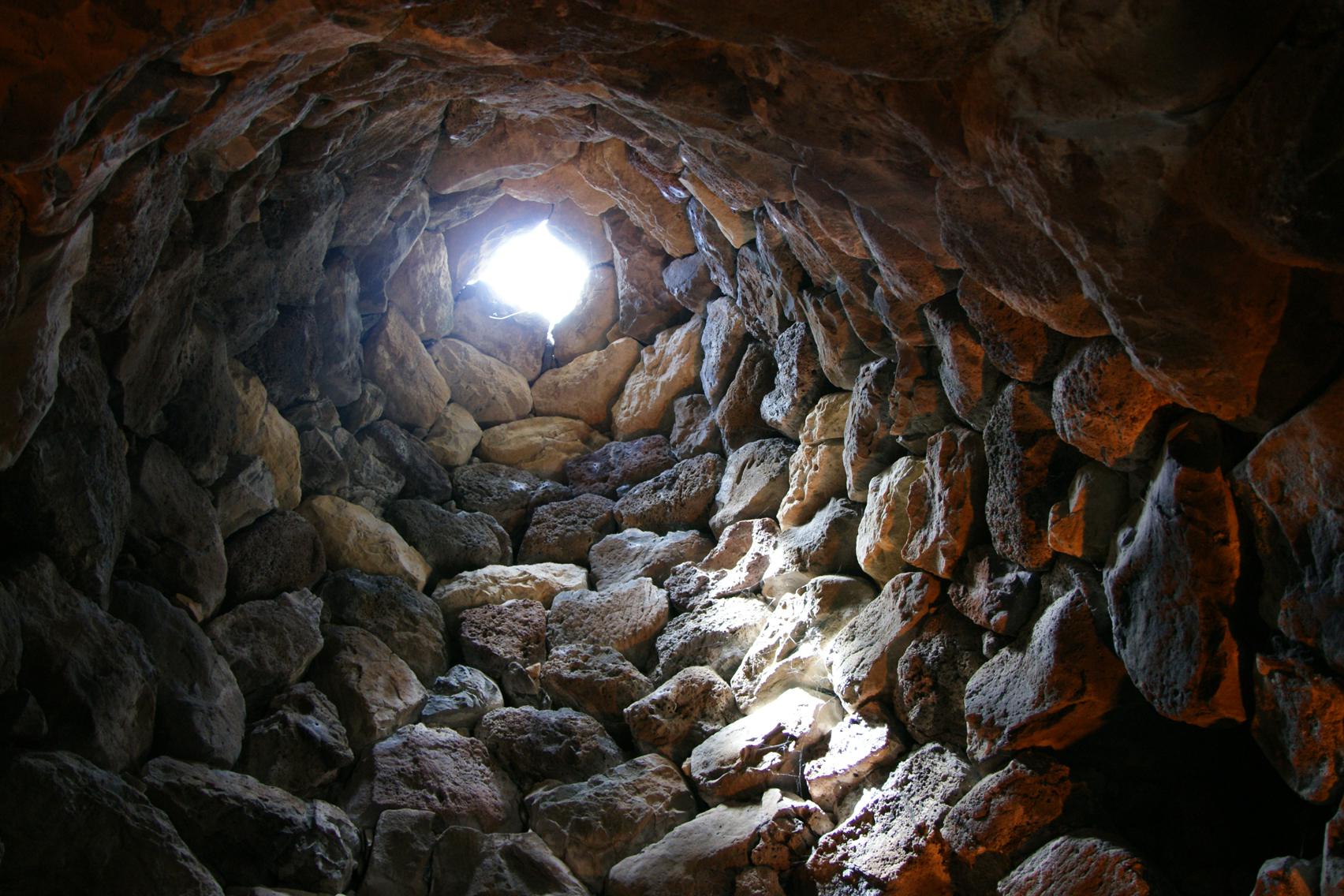
从巴鲁米尼的努拉吉向外望

“巴鲁米尼的努拉吉”遗迹包括用修琢的石头堆砌而成的锥状环型防御塔、在塔内用梁托支撑成的套间，以及防御塔周围的石构环形聚落。该建筑大约建于西元前17世紀，是撒丁岛上7000多座努拉吉之一，也是保存最为完好的一座，被專家認為是最能代表努拉吉文化的建築体，是努拉吉文明中修建得最好和保存最完整的建筑典范。
由于受到来自迦太基人的压力，努拉喜直到公元前500年还在被修整和加固，该建筑内部没有栋梁支柱，石块之间没有粘合剂，完全依靠精准的堆砌技巧和先进的建筑原理屹立数千年而不倒。
巴鲁米尼的努拉喜（Su Nuraxi）在撒丁语坎皮达诺方言中意为“努拉吉”的特指，即“那座努拉吉”之意。